# 피버 코드
《피버 코드》(The Fever Code)는 미국의 저자 제임스 대시너가 쓴 2016년 영 어덜트 SF 소설이며, 2016년 9월 27일 Delacorte Press에 의해 출판되었다. 메이즈 러너 시리즈의 2번째 프리퀄 책이자 전체 시리즈 중 5번째 작품이자 마지막 작품이다. 이 책은 시간순으로 보면 킬 오더와 메이즈 러너의 사건 사이를 배경으로 한다.